# セルビアの空港の一覧
セルビアの空港の一覧（セルビアのくうこうのいちらん）では、セルビア国内にある空港を列挙する。

## 空港
| 都市                       | ICAO | IATA | 空港名                              | 地理座標                                                          |
| -------------------------- | ---- | ---- | ----------------------------------- | ----------------------------------------------------------------- |
| 国際空港                   |      |      |                                     |                                                                   |
| ベオグラード               | LYBE | BEG  | ベオグラード・ニコラ・テスラ空港    | 北緯44度49分10秒 東経20度18分25秒 / 北緯44.81944度 東経20.30694度 |
| クラリェヴォ               | LYKV |      | モラヴァ空港                        | 北緯43度49分07秒 東経20度35分07秒 / 北緯43.81861度 東経20.58528度 |
| ニシュ                     | LYNI | INI  | コンスタンティヌス大帝空港          | 北緯43度20分14秒 東経21度51分13秒 / 北緯43.33722度 東経21.85361度 |
| ヴルシャツ                 | LYVR |      | ヴルシャツ国際空港                  | 北緯45度08分52秒 東経21度18分35秒 / 北緯45.14778度 東経21.30972度 |
| ウジツェ                   | LYUZ | UZC  | ウジツェ＝ポニクヴェ空港            | 北緯43度53分56秒 東経19度41分52秒 / 北緯43.89889度 東経19.69778度 |
| 国内空港                   |      |      |                                     |                                                                   |
| ベラ・ツルクバ             | LYCC |      | ベラ・ツルクバ空港                  | 北緯44度55分28秒 東経21度22分15秒 / 北緯44.92444度 東経21.37083度 |
| ベオグラード               | LYBJ |      | リシチ・ヤラク空港                  | 北緯44度56分25秒 東経20度26分42秒 / 北緯44.94028度 東経20.44500度 |
| ボル                       | LYBO |      | ボル空港                            | 北緯44度01分06秒 東経22度08分14秒 / 北緯44.01833度 東経22.13722度 |
| チャチャク-プレリナ        | LYCA |      | チャチャク空港                      | 北緯43度53分54秒 東経20度26分02秒 / 北緯43.89833度 東経20.43389度 |
| ヤゴディナ                 | LYJA |      | ヤゴディナ空港                      | 北緯43度58分36秒 東経21度13分47秒 / 北緯43.97667度 東経21.22972度 |
| キキンダ                   | LYKI |      | キキンダ空港                        | 北緯45度46分06秒 東経20度25分01秒 / 北緯45.76833度 東経20.41694度 |
| クニャジェヴァツ           | LYKZ |      | クニャジェヴァツ空港（閉鎖）        | 北緯43度41分30秒 東経22度17分53秒 / 北緯43.69167度 東経22.29806度 |
| コストラツ                 | LYKT |      | コストラツ空港                      | 北緯44度44分06秒 東経21度09分42秒 / 北緯44.73500度 東経21.16167度 |
| クラリェヴォ               | LYKA |      | ブレゲ空港                          | 北緯43度43分50秒 東経20度43分26秒 / 北緯43.73056度 東経20.72389度 |
| クルシェヴァツ             | LYKS |      | クルシェヴァツ空港                  | 北緯43度33分42秒 東経21度20分12秒 / 北緯43.56167度 東経21.33667度 |
| レスコヴァツ               | LYLE |      | ミラ空港                            | 北緯43度01分07秒 東経21度56分02秒 / 北緯43.01861度 東経21.93389度 |
| ノヴィ・サド               | LYNS |      | ノヴィ・サド空港                    | 北緯45度23分09秒 東経19度50分02秒 / 北緯45.38583度 東経19.83389度 |
| パンチェヴォ               | LYPA |      | パンチェヴォ空港                    | 北緯44度54分08秒 東経20度38分07秒 / 北緯44.90222度 東経20.63528度 |
| パラチン                   | LYPN |      | パラチン空港                        | 北緯43度51分59秒 東経21度29分14秒 / 北緯43.86639度 東経21.48722度 |
| スメデレヴォ               | LYSD |      | スメデレヴォ空港                    | 北緯44度38分41秒 東経20度57分47秒 / 北緯44.64472度 東経20.96306度 |
| スメデレヴスカ・パランカ   | LYSP |      | スメデレヴスカ・パランカ空港        | 北緯44度21分05秒 東経20度57分35秒 / 北緯44.35139度 東経20.95972度 |
| スレムスカ・ミトロヴィツァ | LYSM |      | スレムスカ・ミトロヴィツァ空港      | 北緯45度02分12秒 東経19度39分36秒 / 北緯45.03667度 東経19.66000度 |
| スタラ・パゾヴァ           |      |      | スタラ・パゾヴァ空港                | 北緯44度58分34秒 東経20度07分46秒 / 北緯44.97611度 東経20.12944度 |
| スボティツァ               | LYSU |      | スボティツァ空港                    | 北緯46度01分22秒 東経19度42分23秒 / 北緯46.02278度 東経19.70639度 |
| トゥルステニク             | LYTR |      | トゥルステニク空港                  | 北緯43度36分51秒 東経21度01分49秒 / 北緯43.61417度 東経21.03028度 |
| ヴァリェヴォ               | LYVA | QWV  | ヴァリェヴォ空港                    | 北緯44度17分52秒 東経20度01分19秒 / 北緯44.29778度 東経20.02194度 |
| スルチン                   | LYPB |      | プロガル空港                        | 北緯44度43分23秒 東経20度10分51秒 / 北緯44.72306度 東経20.18083度 |
| ゼムン                     | LYZP |      | ゼムン・ポリエ空港                  | 北緯44度52分35秒 東経20度18分18秒 / 北緯44.87639度 東経20.30500度 |
| ズレニャニン               | LYZR |      | ズレニャニン空港                    | 北緯45度20分23秒 東経20度27分15秒 / 北緯45.33972度 東経20.45417度 |
| 軍用飛行場                 |      |      |                                     |                                                                   |
| ベオグラード               | LYBV |      | バニツキ・ヴィス軍事基地 ヘリポート | 北緯44度45分44秒 東経20度28分17秒 / 北緯44.76222度 東経20.47139度 |
| バタイニツァ               | LYBT | BJY  | バタイニツァ空軍基地                | 北緯44度56分07秒 東経20度15分27秒 / 北緯44.93528度 東経20.25750度 |
| ボイニク                   |      |      | ボイニク空港                        | 北緯43度05分39秒 東経21度46分33秒 / 北緯43.09417度 東経21.77583度 |
| コヴィン                   | LY87 |      | コヴィン空港                        | 北緯44度46分28秒 東経20度57分41秒 / 北緯44.77444度 東経20.96139度 |
| シェニツァ                 | LYSJ |      | シェニツァ空港                      | 北緯43度16分28秒 東経20度03分01秒 / 北緯43.27444度 東経20.05028度 |
| ソンボル                   | LYSO |      | ソンボル空港                        | 北緯45度43分20秒 東経19度03分29秒 / 北緯45.72222度 東経19.05806度 |